# 브루그만시아
브루그만시아(Brugmansia)는 가지과에 속하는 7가지 종류의 속씨식물 속이다. 크기와 향기로 인해 가까운 속인 다투라와 함께 ‘천사의 나팔’이라는 공통적인 이름을 가진다. 브루그만시아는 목질의 나무 가지 또는 관목으로, 똑 바로 서지 않고, 추바늘과 같은 꽃을 가지며, 과실에 등마루가 없다. 다투라 종은 똑바로 서는 꽃이 피는 식물성 관목으로 대개 과실에 등마루를 가진다.

## 특징
봄부터 가을에 걸쳐 아래로 처진 꽃을 피운다. 꽃 봉오리는 계란 모양, 구형, 원기둥꼴 등이 있으며, 꽃봉오리에서 튀어 나올 것 같은 형태로 핀다. 꽃잎 끝은 5개로 나뉘어 말려져 있다. 원산지는 미국의 열대 지방이지만, 더위에 약하고 고지 밖에 서식하지 않는다. 따라서 온대기후에서는 여름의 생육이 부진하고, 관리를 소홀히 하면 시들어 버리는 경우도 있다. 그러나 브루그만시아는 저온에 강하고, 튼튼하여 기르기 쉬운 식물이다. 봄이 되어 따뜻해지면 왕성하게 자라다가 꽃이 필 때가 되면 큰봉오리의 많은 꽃들이 피어 아주 매력적이다.

## 분포와 식생
브루그만시아는 남미 열대지방이 원산지이며 안데스산맥을 따라 베네수엘라에서 칠레 북부까지, 그리고 브라질 남동쪽까지 분포되어 있다. 장식용 식물로 전 세계에 널리 재배가 되며, 북미, 아프리카, 오스트레일리아, 아시아를 포함한 세계 각지에 도입되어 재배되고 있다.

## 분류

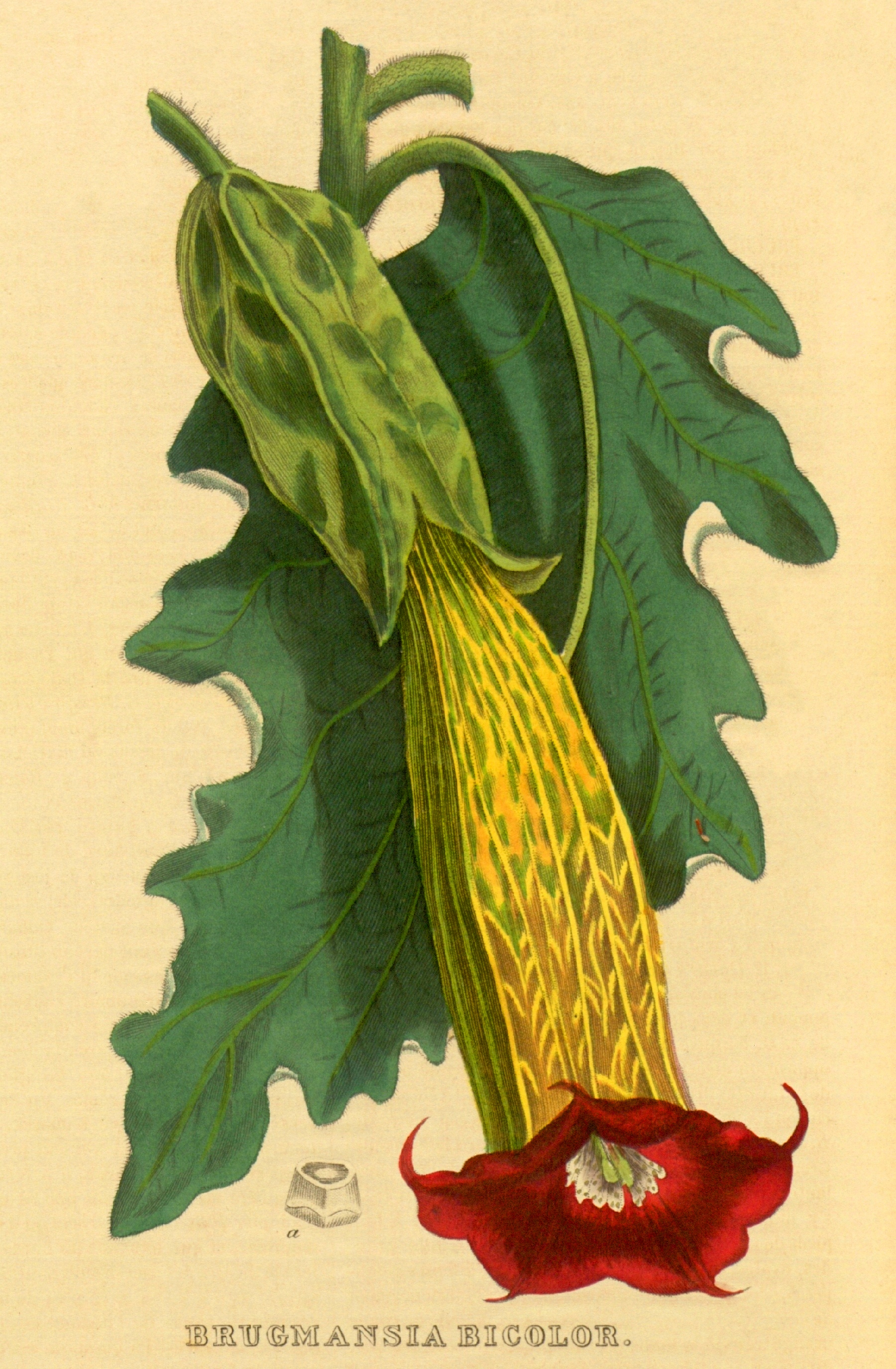
Brugmansia sanguinea

린네는 다투라 아르보레아를 1753년 설명함으로써 이 식물 종들을 최초로 '다투라'라고 분류했다. 이후 1805년, C. H. 페르순이 이것들을 네덜란드 박물학자 세발트 저스티누스 브루크만스의 이름을 따서 분리된 종인 브루그만시아로 옮겼다. 1973년까지 여러 학자들이 168년 동안, 다투라와 브루그만시아 사이를 오가며 분류를 했고, 1973년에 상세한 형질 차이의 비교를 통하여 T.E. 락우드가 분리된 종으로 정착을 시켰고 그 이후 지금까지 사용되고 있다.
현재까지, 7개의 종이 인정받고 있다 :
- 브루그만시아 스아워렌스 ( Brugmansia suaveolens )

학명 키다찌 흰 독말풀 . 꽃은 담황색에서 약간 변화하고 꽃봉우리 끝은 4 ~ 5 갈래 갈라지고 흰색이 있다.
- 브루그만시아 캔디다 ( Brugmansia x Candida )

학명 나무 흰 독말풀 . 꽃은 흰색 또는 노란색이 많은 꽃봉우리 끝은 2 ~ 3 깊이 갈라져 각 장미 않는다. 한자로 쓰면 브루그만시아도 나무 흰 독말풀도 "나무 독말풀"이 된다. 최근에는 관상용으로 널리 심어지고 있지만, 이것들도 독성을 지닌다.
- 브루그만시아 아우레아 (Brugmansia aurea)
- 브루그만시아 베르시콜로르 (Brugmansia versicolor)
- 브루그만시아 아르보레아(Brugmansia arborea)

학명 핑크 츄라 .
- 브루그만시아 산구이네아(Brugmansia sanguinea)

학명 홍화 흰 독말풀
이 종들은 2가지의 자연적, 유전적으로 격리된 집단으로 나뉜다. 브루브만시아 분과 브루그만시아(따듯한 곳에서 자라는 집단)는 ‘아우레아’, ‘인시그니스’, ‘사우베올렌스’, 그리고 ‘베르시콜라’를 포함하고 있다. 브루브만시아 분과 스파에로카르피움(서늘한 곳에서 자라는 집단)은 ‘아르보레아’, ‘상구이네아’, 그리고 ‘벌카니콜라’를 포함하고 있다.
이 두가지 종은 락우드에 의해 1973년 그의 박사 논문에서 변경되었다. 첫째, 브루그만시아 벌카니콜라는 B. 상구이네아의 아종으로 언급이 되었지만, 락우스의 스승인 1977년 R. E. 슐츠에 의해 재평가를 받았다. 둘째, 락우드는 B. 인시그니스가 대신 (B. 수아베올렌스 x B. 베리시콜라) x B. 수아베올렌스의 잡종의 조합이라고 제안했다. 이것은 이후 1997년 출판된 프레이슬즈에 의한 교배 잡종 실험에 의해 반증되었다.

## 이용

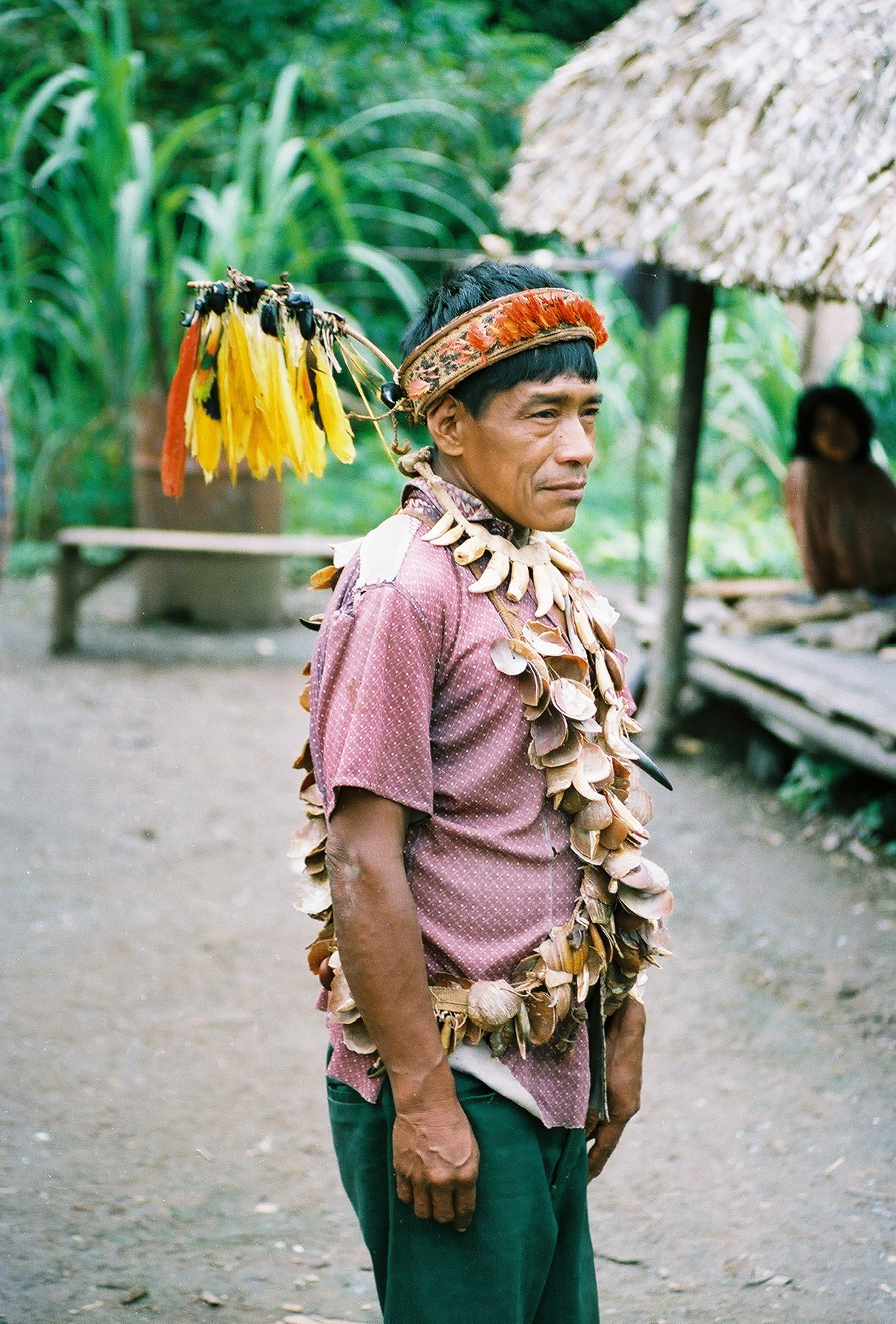
우라리나 샤먼, 1988

브루그만시아는 오늘 날 대개 관상용 꽃으로 길러진다.
현대 의학에서, 비록 많은 이러한 알칼로이드 또는 그들과 비견되는 것들이 현재 인공적으로 합성되고 있기는 하지만, 브루그만시와 다른 가지과 식물에서 발견되는 중요한 스코폴라민, 히오시아민, 그리고 아트로핀과 같은 중요한 알칼로이드는 경련억제, 천식치료, 항콜린제, 마약 그리고 마취의 특성을 가지고 있음이 증명되었다.
브루그만시아는 전통적으로 많은 남미 인디언 문화에서 의료품과 조상들과 소통하며, 예언을 위한 의식용 환각제로서, 주술사와 흑마법사에게는 독약으로 사용되어 왔다. 의학적으로 볼때, 외부에 발라 찜질과 착색, 연고 또는 잎을 직접 발라 경피성으로 사용해 온 것이다. 외부에 사용하는 것은 진통제나 피부염, 고환염, 관절염, 류마티즘, 두통약, 소독제, 그리고 화상을 입은 곳에도 사용되었다. 내복을 하는 경우는 섭취의 고유한 위험으로 인해 드문 경우였다. 먹는 경우는 아주 묽게 한 것을 이용하여, 종종 복통과 근육통과 같은 데 이용하는 대단위 물약으로, 소염제, 구토유발제, 벌레나 기생충 퇴치, 그리고 진정제로 이용하기 위함이었다. 농축하거나, 정제한 형태로 브루그만시아의 파생 제품은 암살, 유혹제, 그리고 강도 행위에 이용되었다.
여러 남미 문화에서는 브루그만시아를 정령 세계에서 온 조상들로부터 훈계를 듣고서, 좀 더 순종적이 될 것이라고 믿고서 떼쓰는 아이들을 순하게 만드는데 사용해 왔다. 옥수수 맥주와 담배잎과 섞어서 높은 계급의 지도자를 순장을 하기 전에 같이 살았던 아내와 노예를 산 채로 묻기 전에 복용을 시켰다.

## 독성
브루그만시아의 모든 부위는 독성을 가지고 있으며, 씨와 잎은 특히 위험하다. 브루그만시아는 광의에서 흰독말풀의 동료이며, 마찬가지로 유독 식물이다. 포함된 성분은 스코폴라민(히오신), 히오시아민 그리고 다른 여러 트로판 알칼로이드 성분을 포함하고 있다. 섭취를 하게 되면, 가벼운 근육 마비, 어지러움, 빠른맥과 입이 바싹 마르며, 설사, 편두통, 환청과 환각 증세, 동공 확대, 빠른 인근 마비, 그리고 심할 경우 사망에 이른다.
브루그만시아의 환각 증상은 《페솔로지》(Pathology) 잡지에서 ‘기분좋게 되는게 아니라, 공포를 느낌’으로 설명하고 있다.
약초에 사용되는 경우도 있지만, 일반적으로는 독초로 취급되기 때문에, 취급에는 충분한 주의가 필요하다.

## 재배
브루그만시아는 다습하고, 비옥하고, 물빠짐이 좋은 양지바른 곳에서부터 반쯤 그늘진 곳, 서리가 없는 기후에서 잘 자란다. 따듯한 기후에서는 봄 중간이나 늦봄부터 꽃이 피기 시작하여 가을까지 종종 이른 겨울 따듯한 날씨까지도 꽃을 피운다. 추운 겨울에는 서리를 막아줄 필요가 있지만 뿌리가 단단해져 봄늦게 싹이 트는 경우도 있다. 고산지대에서 온 스파에로카르피움(Sphaerocarpium) 같은 종들은 온대기후와 서늘한 밤을 더 좋아하며 온도가 너무 높으면 꽃이 피지않을 수도 있다. 대부분의 브루그만시아는 여름동안 가지의 끝부분에서 잘라온 뿌리만 심어주면 쉽게 자란다.
여러 개의 잡종과 많은 재배종들이 관상용으로 이용하기 위해 개발되어 왔다. B. × 캔디다는 B. 아우레아와 B. 베르시콜라 사이의 잡종이며, B. x 플라바는 B. 아르보레아와 B. 상구이네아의 잡종이며, B. x 쿠네니스는 B. 수아베올렌스, B. 베르시콜라 그리고 B. 아우레아 사이의 잡종이다. 두겹의 꽃을 피우는 재배종도 있으며, 일부는 다채로운 색상의 입을 가지기도 한다. 재배종 B. X 캔디다 그랜드 마르니에는 로얄원예협회의 가든 메리트 상을 받기도 했다.

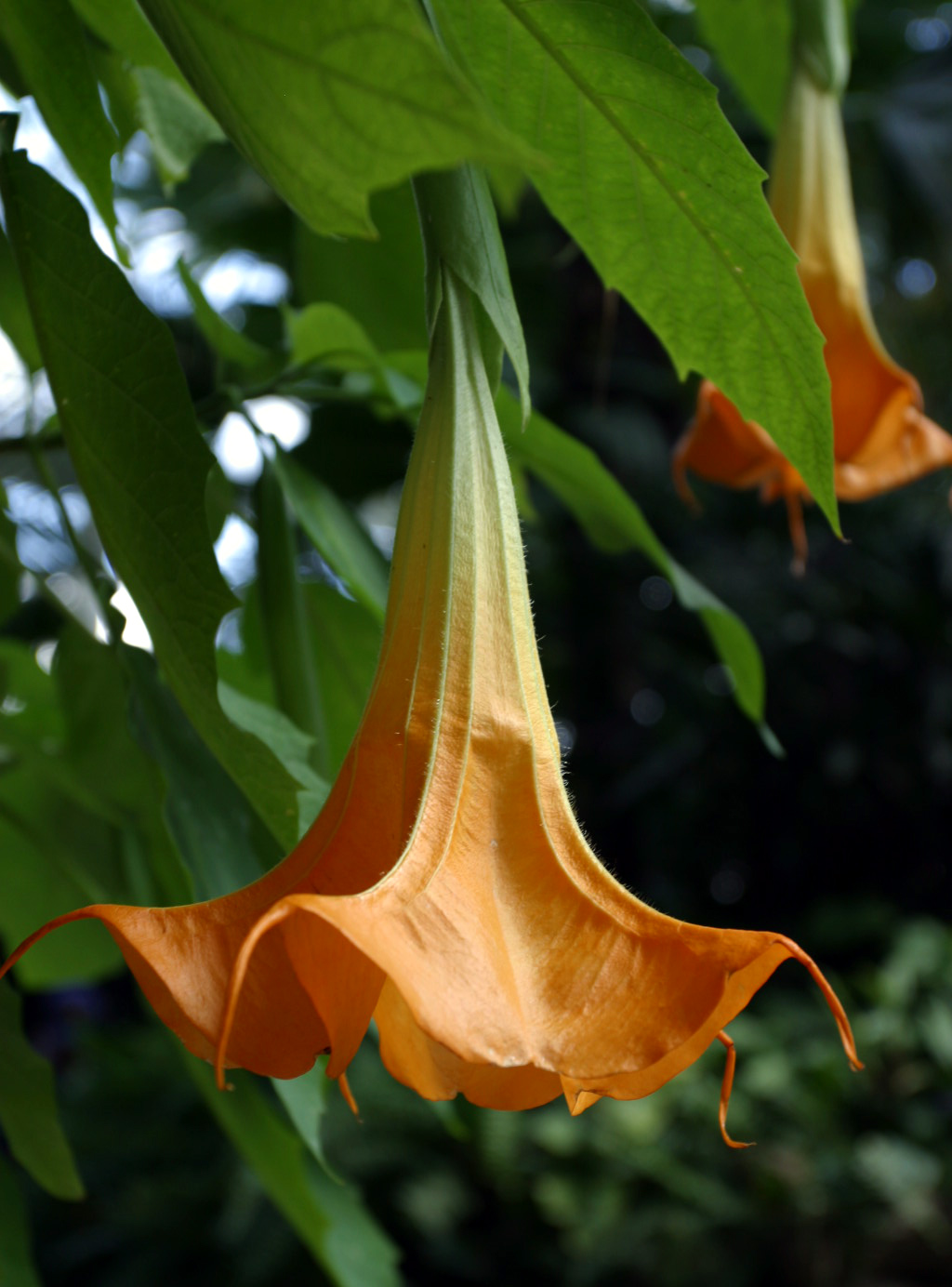
브루그만시아 하이브리드 꽃
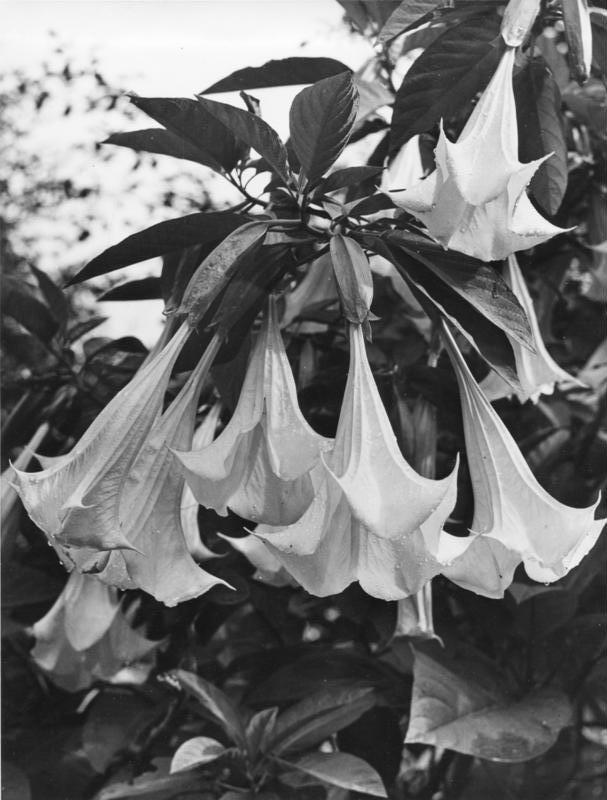
브루그만시아 suaveolens
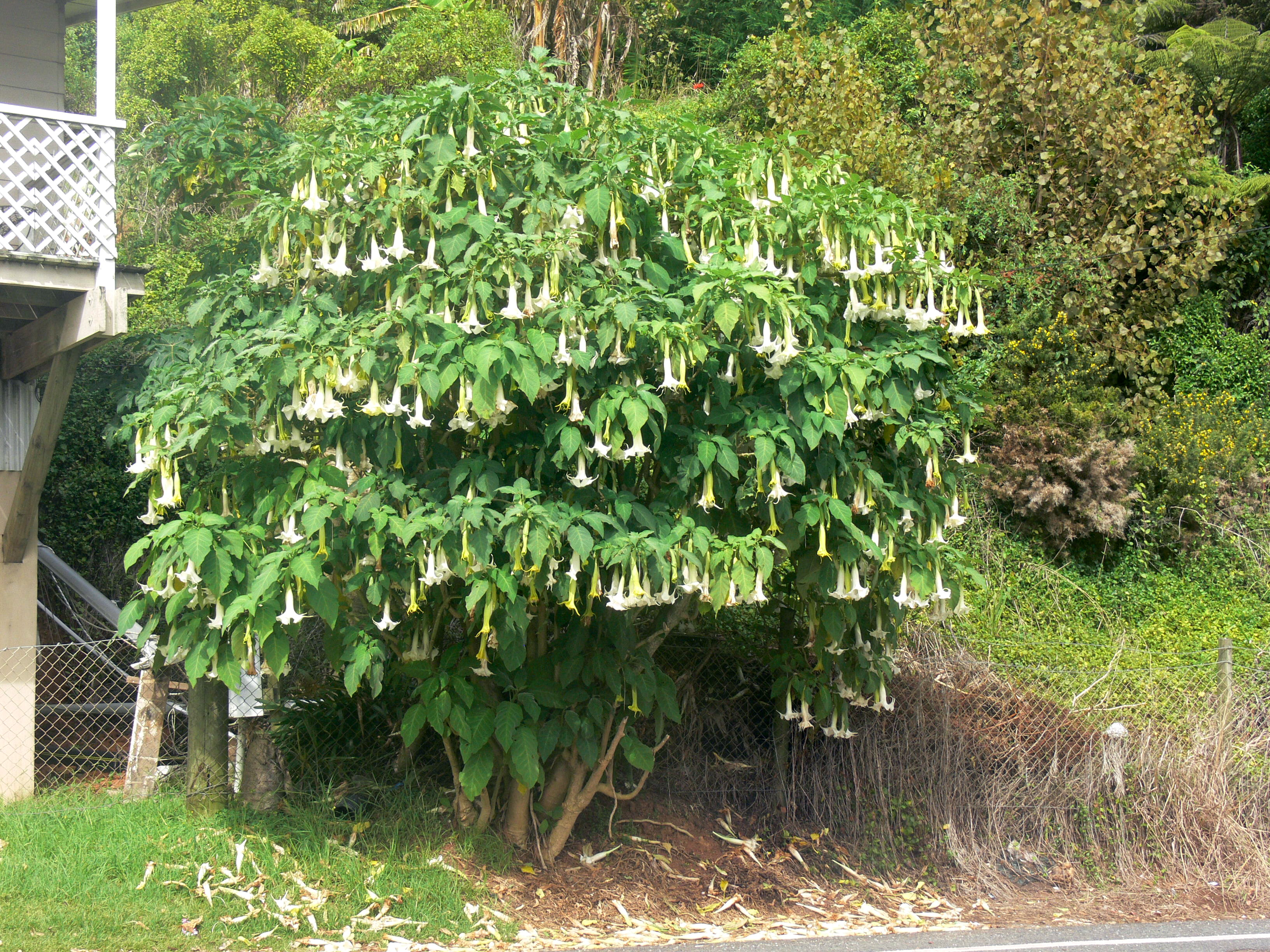
브루그만시아 × 캔디다, 뉴질랜드 북섬 망고누이
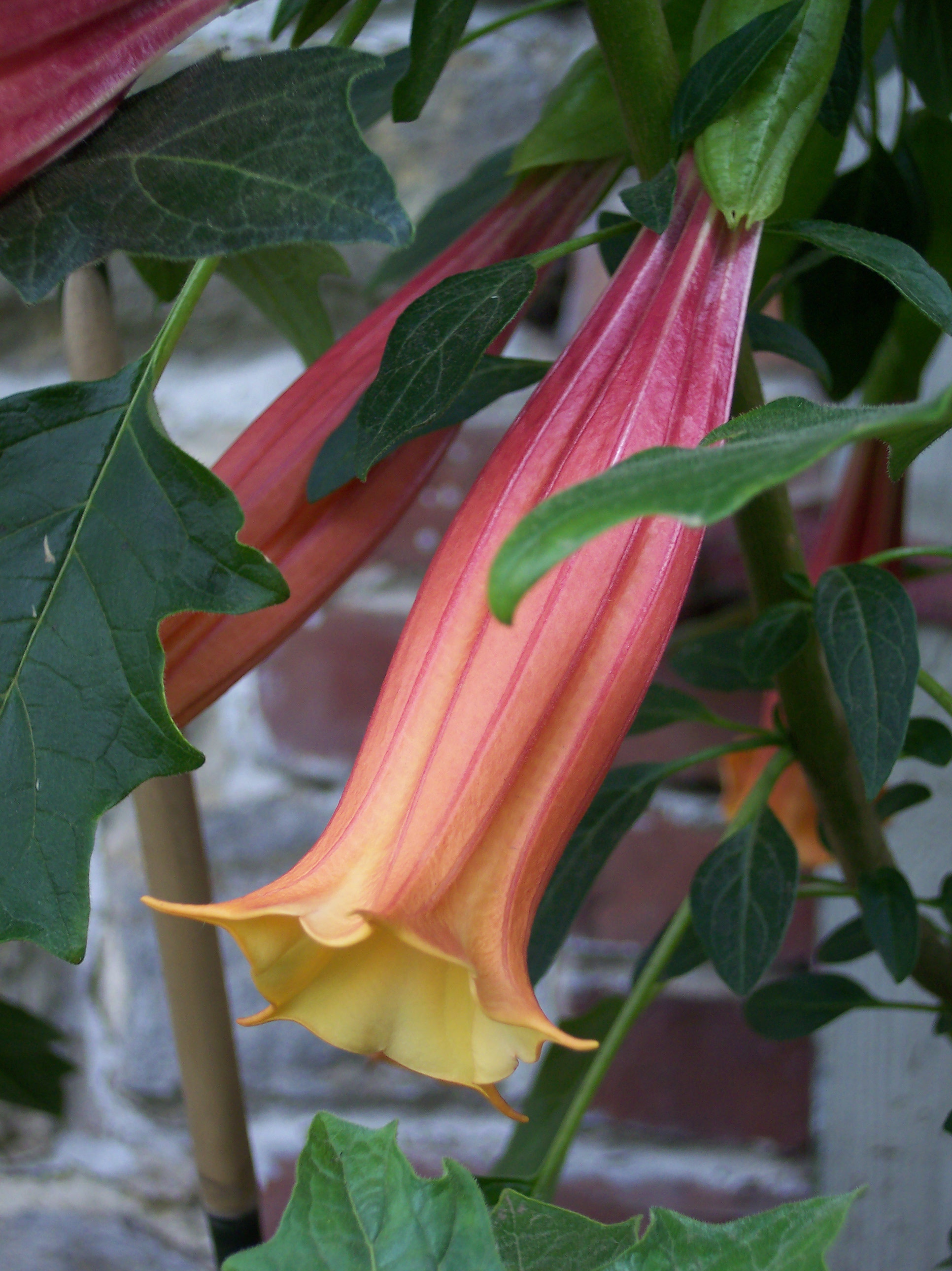
브루그만시아 벌카니콜라 꽃
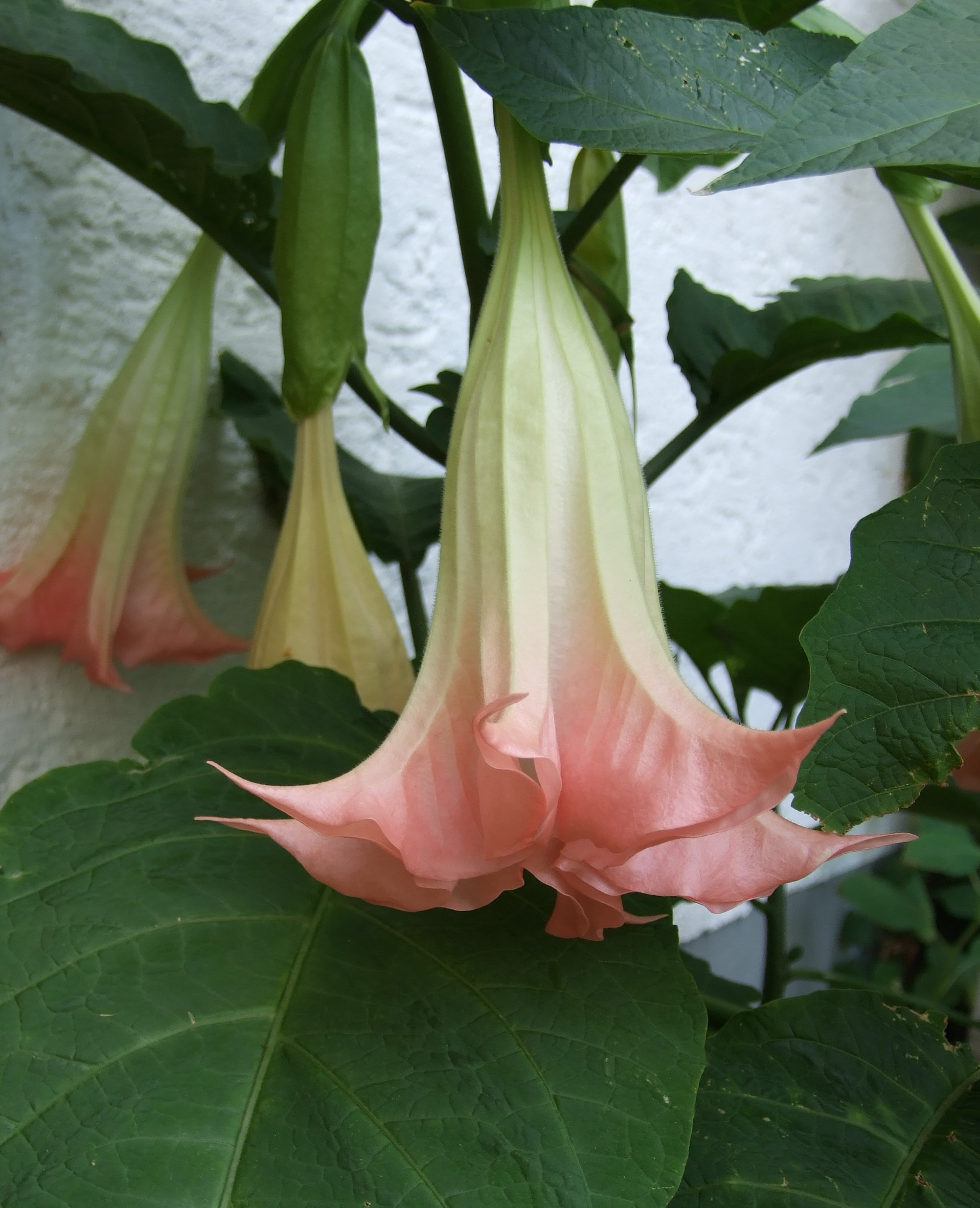
브루그만시아 소베올렌스 꽃
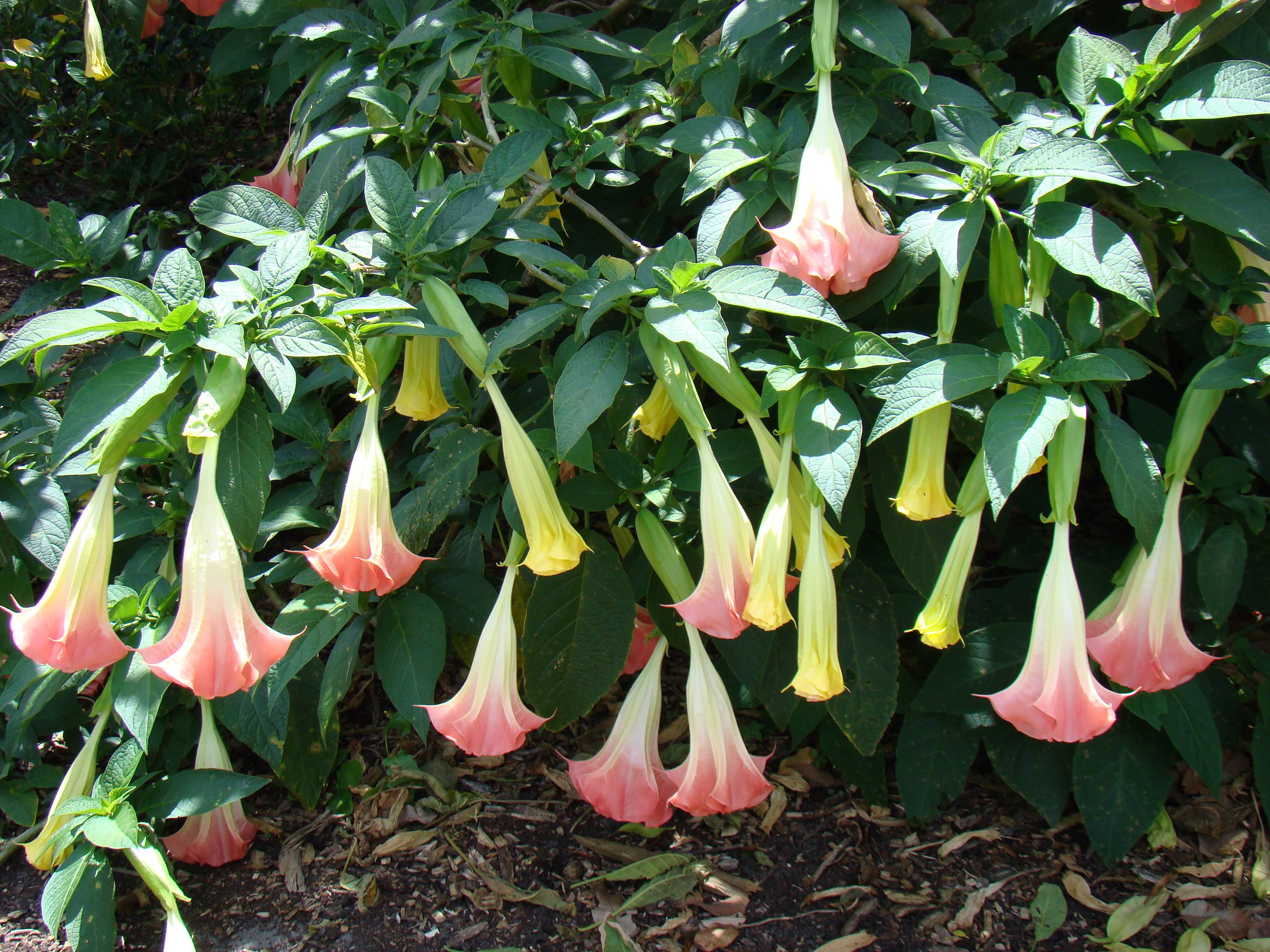
마운츠 식물원, 플로리다 웨스트 팜비치
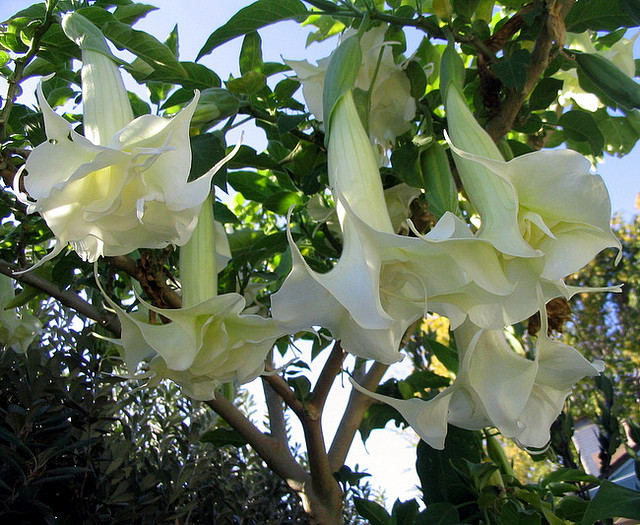
브루그만시아 x 캔디다, 미국, 캘리포니아 버클리